# Львівська православна богословська академія
Льві́вська правосла́вна богосло́вська акаде́мія (ЛПБА) — вищий богословський спеціалізований навчальний заклад Православної церкви України, який готує священнослужителів, церковнослужителів та інших церковних працівників.

## Історія
Всеукраїнський Собор Української автокефальної православної церкви 5 червня 1990 ухвалив рішення про утворення у Львові Духовної семінарії, яка згодом отримала сучасну назву. Наступного року семінарія розмістилась у приміщеннях колишнього львівського монастиря францисканок на вулиці Лисенка 43 (нині це Храм святого Іоана Золотоустого). 1993 року семінарія увійшла до структури Української Православної Церкви Київського Патріархату.

## Умови і програма навчання
Термін навчання — чотири роки (бакалавр богослов'я) або п'ять років (магістр богослов'я)
В Академію приймаються особи чоловічої статі віком до 35 років, які мають повну середню освіту.
При Академії діє сектор заочного навчання, який має на меті дати вищу систематичну богословську освіту без відриву від пастирського служіння клірикам ПЦУ, які перебувають на парафіях. Програми заочного навчання ті ж самі, що і стаціонарного.
Академія виховує майбутніх священнослужителів Церкви Христової в братній любові, пошані та толерантності до представників усіх конфесій в Україні і в цілому світі.

## Богословський збірник «Апологет»
2003 р. Академією був заснований богословський збірник «Апологет», у якому розміщуються богословсько-апологетичні та історичні праці, а також проповіді відомих проповідників.
Основними дописувачами журналу є викладачі і студенти академії.
Головний редактор — викладач академії, доктор богословських наук, доцент, митр. прот. Созонт Чобич;
заступник гол. редактора — кандидат богословських наук Лозинський Н. І.;
літературний редактор — кандидат богословських наук Яремчук С. М. 
Збірник виходить з різною періодичністю. Розповсюджується по парафіях та духовних школах України.
Збірник зареєстрований Державним комітетом інформаційної політики, телебачення та радіомовлення України за № 591 від 5 червня 2003 року.

## Регентське відділення
З вересня 2003 року при ЛПБА діє регентське відділення, яке готує керівників хору, дяків-псаломщиків з правом викладання християнської етики у середніх загальноосвітніх школах. Термін навчання — 3 роки. Приймаються особи чоловічої і жіночої статі з неповною чи спеціальною середньою освітою.

## Благодійність
Також при ЛПБА діє благодійна їдальня Львівсько-Сокальської єпархії, де щодня десятки бідних, знедолених, безпритульних людей отримують належне харчування.